# Хейке моноґатарі

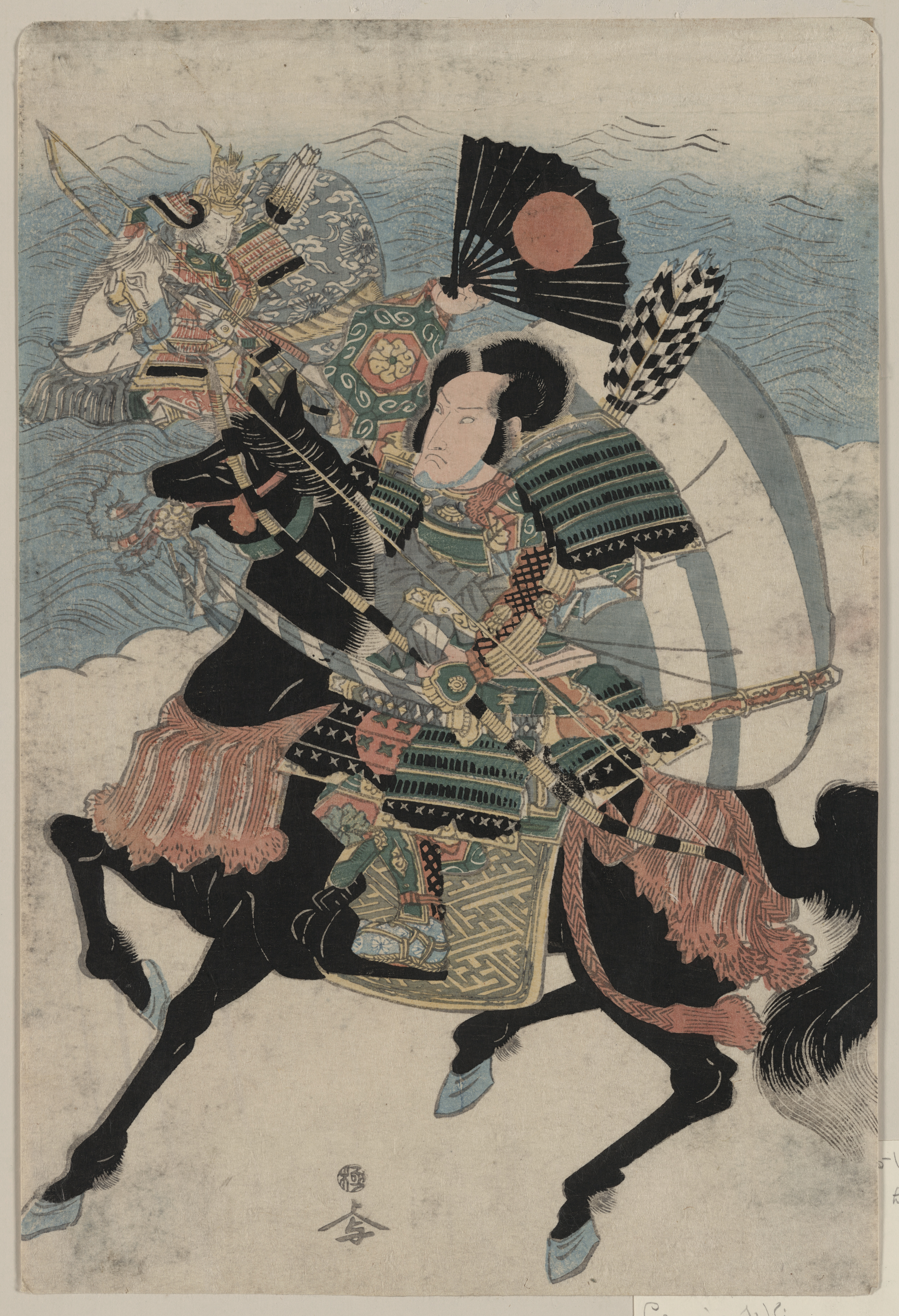
Герої «Хейке моноґатарі»: Двобій літнього Кумаґая Наодзане з молодим Тайра но Ацуморі. Уособлення швидкоплинності життя.

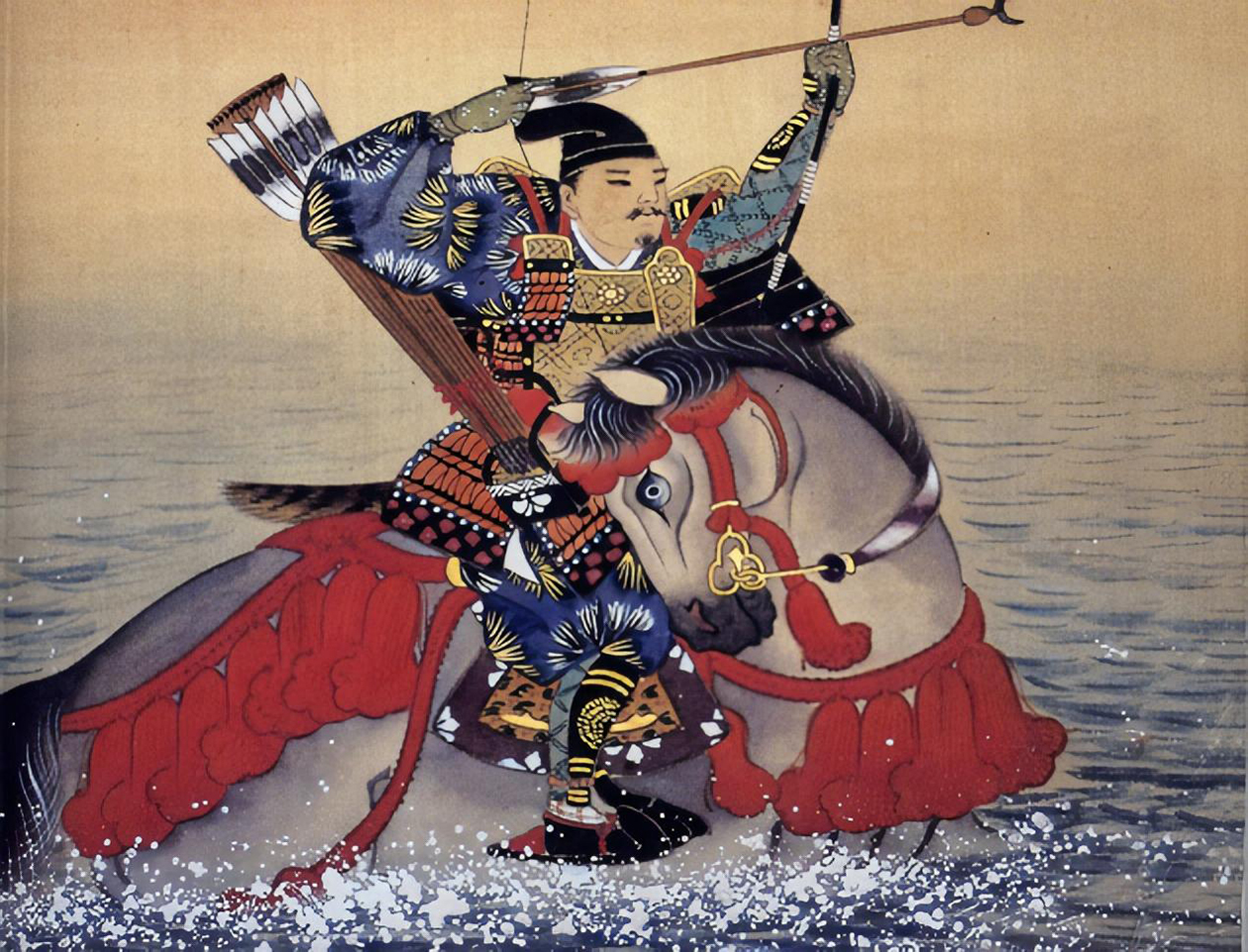
Герої «Хейке моноґатарі»: Насу Йоїті — легендарний лучник роду Мінамото, ворогів Тайра. Зразок самурайської звитяги.

Хейке моноґатарі, або «Гейке-моноґотарі» (яп. 平家物語, へいけものがたり, «Повість про дім Тайра») — пам'ятка класичної японської літератури, епічна повість жанру воєнної моноґатарі 13 століття періоду Камакура.

## Короткий опис
Твір розповідає про злет і падіння самурайського роду Тайра у 2-й половині 12 століття: встановлення диктатури Тайрою но Кійоморі та загибель його роду під час війни Мінамото і Тайра. Твір проникнутий буддистською ідеєю непостійності і плинності буття, цінностей, багатства і слави.
Автор і точний рік укладання повісті невідомий. Тогочасне джерело «Записки від нудьги» вказують, що повість написав Сінано Дзенсю Юкінаґа, проте переконливих доказів цієї версії не знайдено.
У 13 столітті твір активно переписувався японськими поціновувачами літератури і не мав сталої кількості томів чи сувоїв. Лише у середині 16 століття з'явилося 12-томне видання ченця Какуїті з коментарями, яке стало зразковим. На його основі повість видавалася у 17 — 19 столітті, в період Едо, і продовжує видаватися по сьогодні.
Мова повісті змішана — старояпонські слова записані японською каною і китайськими ієрогліфами.
Текст повісті був покладений на музику мандірівними музикантами сліпцями біва-хосі, які популяризували його по всій середньовічній Японії.
«Хейке моноґатарі» всебічно вплинула на розвиток японського мистецтва: літератури, театру, малювання. Повість також сприяла формуванню самурайської парадигми цінностей.
Твір є обов'язковим для вивчення в японських середніх і вищих школах. Частини повісті школярі вивчають напам'ять.
«Хейке моноґатарі» перекладено багатьма іноземними мовами, крім української.